# Vojtovice

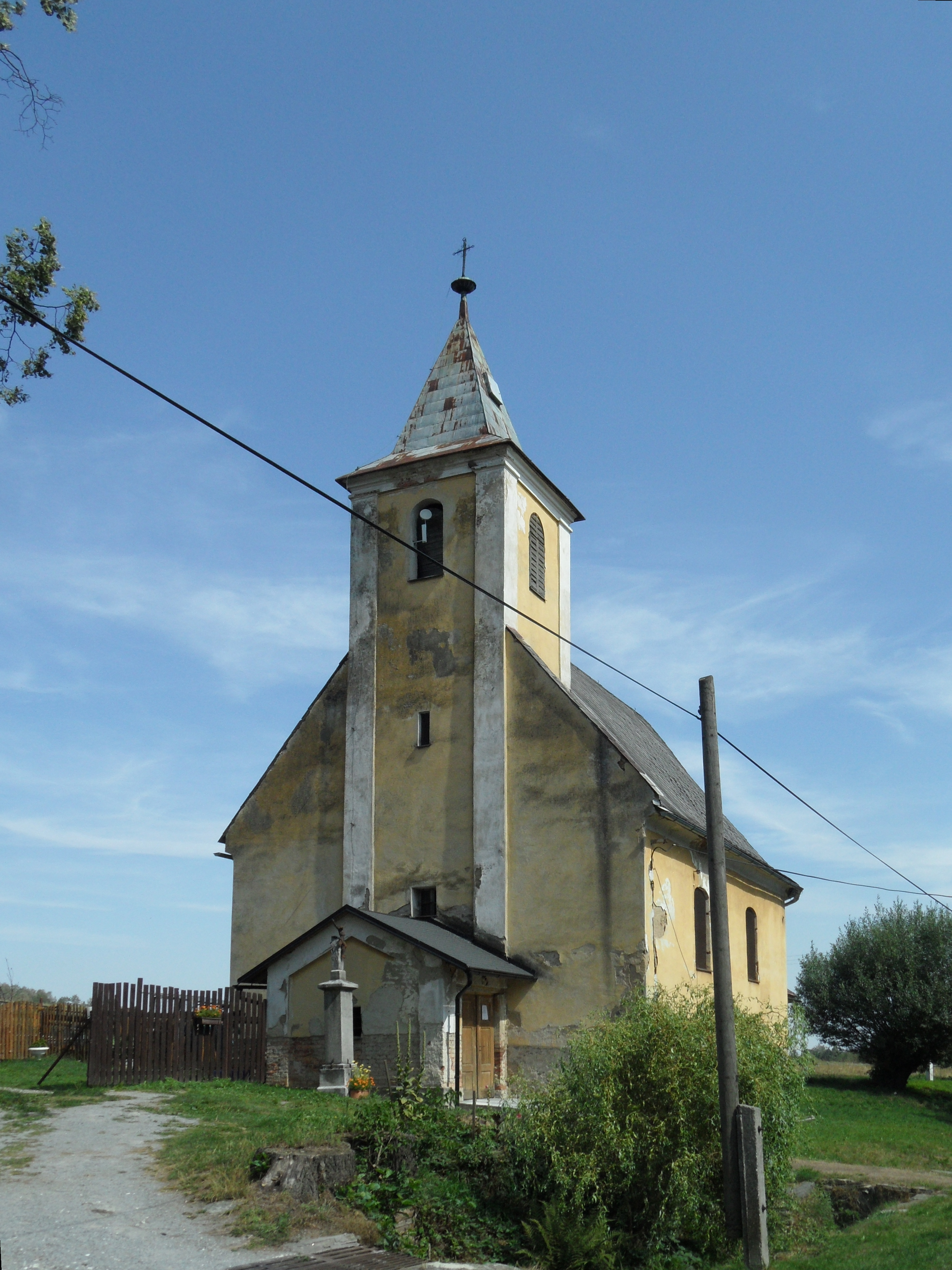
Kirche des hl. Ignatius

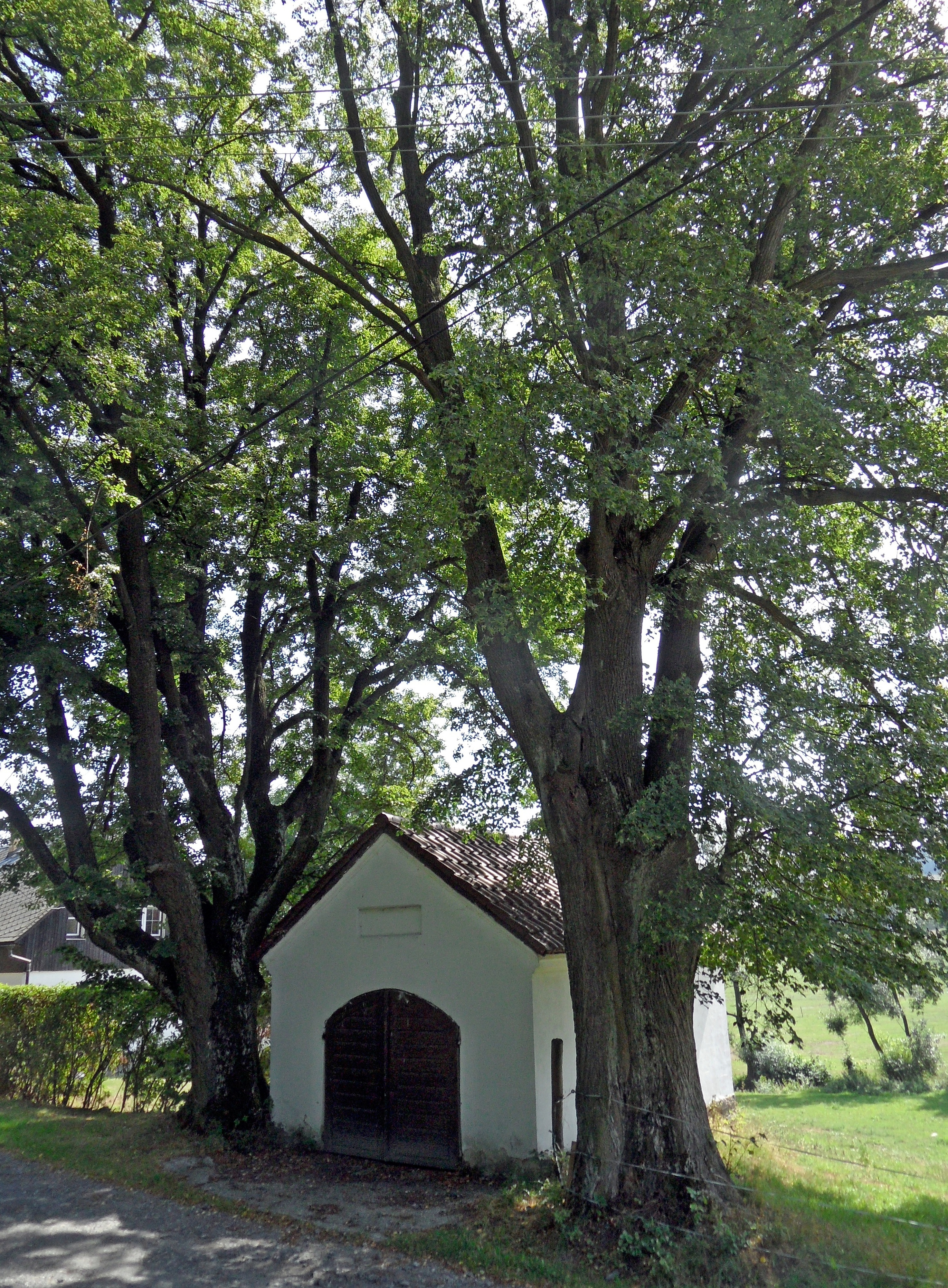
Altes Spritzenhaus

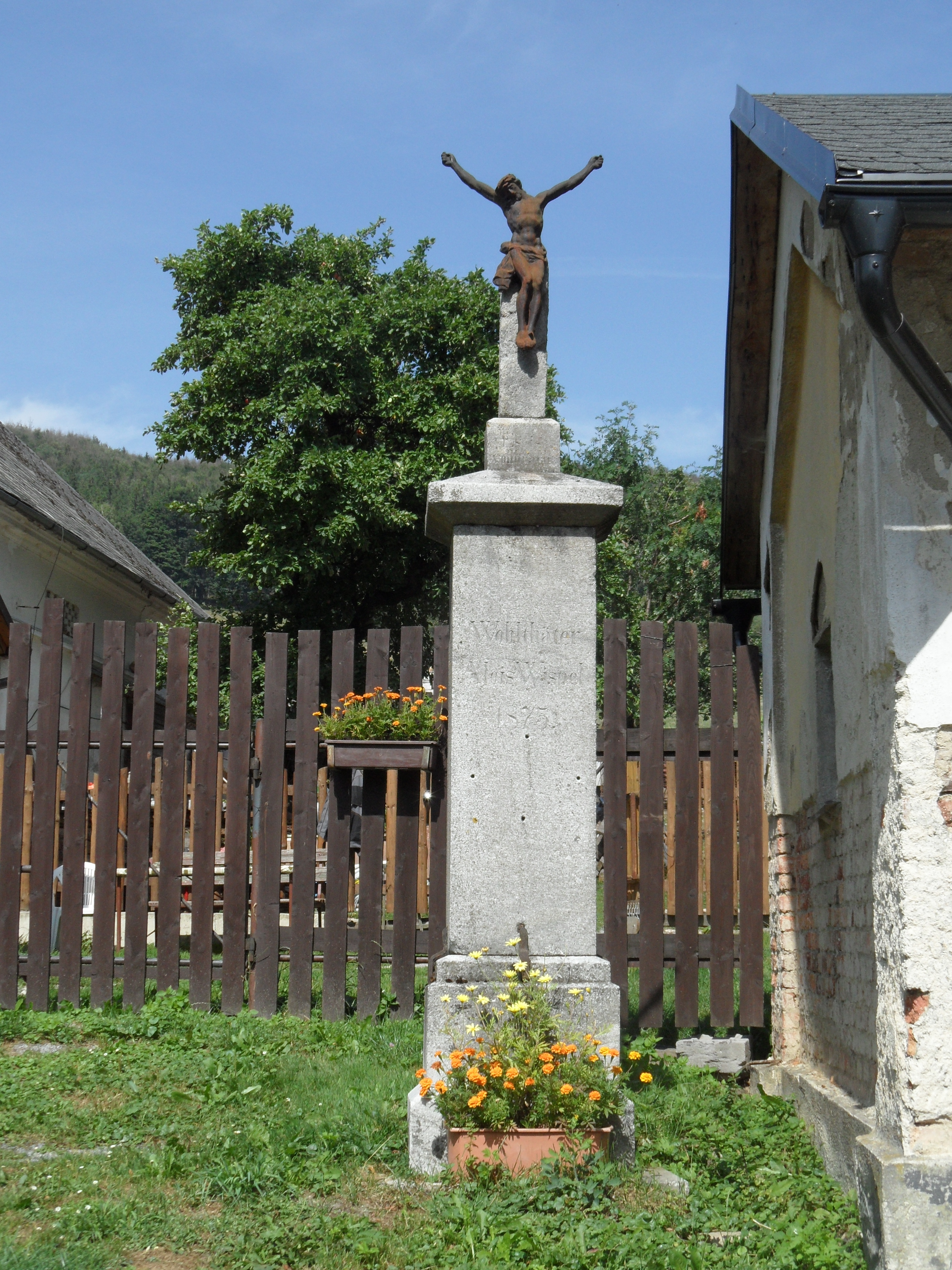
Wegkreuz

Vojtovice (deutsch Woitzdorf) ist ein Ortsteil der Gemeinde Vlčice in Tschechien. Er liegt fünf Kilometer westlich von Žulová und gehört zum Okres Jeseník.

## Geographie
Vojtovice erstreckt sich im Reichensteiner Gebirge (Rychlebské hory) entlang des Baches Mlýnský potok (Hutberger Mühlbach), der in Nová Véska (Neudörfel) vom Vojtovický potok (Hutwasser) abgeleitet wird. Nördlich erhebt sich der Kokeš (Hühnerkoppe, 651 m n.m.), im Süden der Jezevčí vrch (755 m n.m.), südwestlich der Spičák (Spitzberg, 957 m n.m.), der Borůvkový vrch (Urlichberg, 859 m n.m.) und die Siwa kopa (Schimmelkoppe, 768 m n.p.m.), im Westen der Strážiště (Hutberg, 812 m n.m.) und der Vapenný vrch (Kalkberg, 776 m n.m.) sowie nordwestlich der Suť (Steingerütte, 717 m n.m.).
Nachbarorte sind Uhelná und Vlčice im Norden, Bergov und Sedmlánů im Nordosten, Tomíkovice im Osten, Dvorec (Scholzenhof) und Petrovice (Petersdorf) im Südosten, Nové Chaloupky im Süden, Hraničná im Südwesten, Nová Véska und Hraničky im Westen sowie Nové Vilémovice (Neu Wilmsdorf) und Hřibová im Nordwesten.

## Geschichte
Die Ortschaft wurde im 16. Jahrhundert durch das fürstbischöfliche Lehngut Wildschütz – wahrscheinlich auf der Stätte eines erloschenen Dorfes – angelegt und nach einem Lokator Vojtěch benannt. Die erste urkundliche Erwähnung erfolgte 1567 als Besitz des Seyfried von Promnitz. Durch den Ort führte ein Handelsweg zum Gersdorfer Pass und in die Grafschaft Glatz. Seit dem Ende des 18. Jahrhunderts bildete Voigtsdorf zusammen mit Neudörfel eine Katastralgemeinde. 1812 erhielt der Ort eine eigene Schule, in der auch die Kinder aus Gränzgrund und Neudörfel unterrichtet wurden.
Im Jahre 1836 bestand das in einem Talkessel gelegene Dorf Voigtsdorf aus 41 Häusern, in denen 278 deutschsprachige Personen lebten. Haupterwerbsquellen waren der Ackerbau, der Tagelohn und verschiedene Gewerbe. Im Ort gab es eine Schule, eine Mahlmühle und eine Ölpresse. Pfarr- und Gerichtsort war Wildschütz. Bis zur Mitte des 19. Jahrhunderts blieb Voigtsdorf der Herrschaft Wildschütz untertänig. 
Nach der Aufhebung der Patrimonialherrschaften bildete Woitzdorf / Vojtovice ab 1849 einen Ortsteil der Gemeinde Wildschütz im Gerichtsbezirk Jauernig. Ab 1869 gehörte das Dorf zum Bezirk Freiwaldau. Zu dieser Zeit hatte Woitzdorf (mit Neudörfel) 345 Einwohner und bestand aus 61 Häusern. Im Jahre 1900 lebten 226 Personen in den 45 Häusern von Woitzdorf. Beim Zensus von 1921 lebten in den 46 Häusern des Dorfes 226 Menschen, darunter 222 Deutsche. 1930 hatte Woitzdorf (mit Neudörfel) 276 deutschsprachige Einwohner – 221 in Woitzdorf und 55 in Neudörfel und bestand aus 60 Häusern. Nach dem Münchner Abkommen wurde das Dorf 1938 dem Deutschen Reich zugesprochen und gehörte bis 1945 zum Landkreis Freiwaldau. Nach dem Ende des Zweiten Weltkrieges kam Vojtovice zur Tschechoslowakei zurück; die meisten der deutschsprachigen Bewohner wurden 1945/46 vertrieben. 1950 lebten in den 52 Häusern von Vojtovice (mit Nová Véska) nur noch 149 Personen. Die verlassenen Häuser wurden in den 1950er Jahren abgerissen. Bei der Gebietsreform von 1960 wurde der Okres Jeseník aufgehoben und Vojtovice in den Okres Šumperk eingegliedert. Nová Véska wurde in dieser Zeit als Ortsteil aufgehoben und dem Ortsteil Vojtovice zugeordnet. Zwischen 1985 und 1990 war das Dorf nach Javorník eingemeindet. 1991 bestand der Ortsteil aus 15 Häusern mit 35 Einwohnern, davon entfielen 11 Häuser auf Vojtovice und vier unbewohnte auf Nová Véska. Seit 1996 gehört Vojtovice wieder zum Okres Jeseník. Beim Zensus von 2001 lebten in den 15 Wohnhäusern von Vojtovice (mit Nová Véska) 42 Personen. Insgesamt besteht der Ortsteil heute aus 27 Häusern.

## Ortsgliederung
Der Ortsteil Vojtovice umfasst die Ansiedlungen Vojtovice (Woitzdorf) und Nová Véska (Neudörfel). Er bildet einen Katastralbezirk.

## Sehenswürdigkeiten
- Klassizistische Kirche des hl. Ignatius, sie entstand 1833 durch Umbau einer älteren Kapelle[5]
- Historisches Spritzenhaus, umgeben von hohen Linden
- Steinernes Kreuz, gestiftet 1875 von Alois Wispel
- Nischenkapelle an der Straße nach Bergov

## Persönlichkeiten
- Franz Röttel (1871–1924), österreichisch-tschechoslowakischer Politiker